# Enriqueta Muñiz
Enriqueta Muñiz, nacida Enriqueta García Yurrebaso, (Madrid, 23 de junio de 1934 – Buenos Aires, 18 de noviembre de 2013) fue una escritora, periodista y traductora hispanoargentina. Colaboró en la investigación de la obra Operación Masacre.

## Biografía
Enriqueta Muñiz nació en España y pasó su infancia en París y Bruselas. A los dieciséis años llegó a la Argentina con su familia.
Fue Prosecretaria de Redacción y editora del Suplemento Cultural del diario La Prensa (PK). Redactó guiones para televisión y  participó en programas culturales de radio y TV. Fue crítica de cine, trabajó en la  redacción de las Editoriales Codex y Nueva Frontera, entre otras. Colaboró en La Gaceta Literaria, Vea y Lea, La Nación, Platea, Siete Días y El Hogar. 

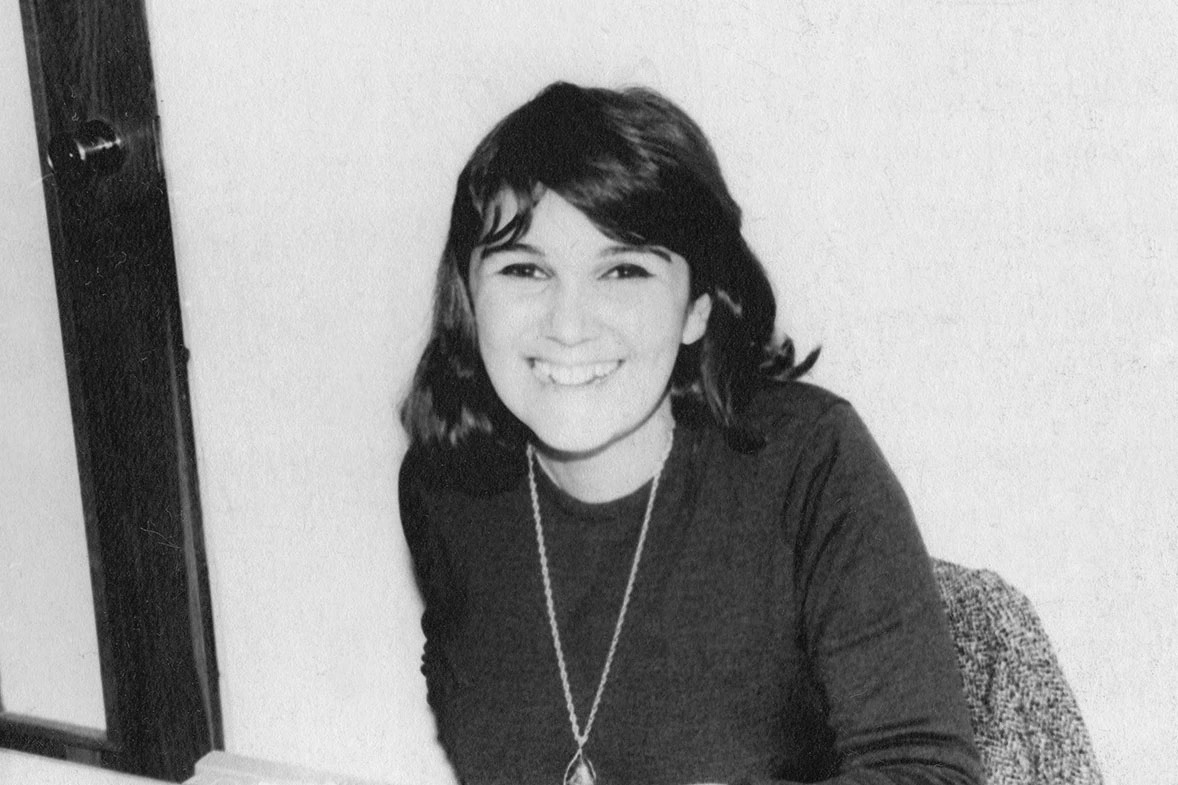
Enriqueta Muñiz

Realizó traducciones en Librería Hachette, escribió literatura infantil, ciencia ficción y también ejerció el periodismo cultural. A los 22 años empezó a colaborar en las investigaciones con Rodolfo Walsh en el libro Operación Masacre.
Enriqueta Muñiz acompañó a Walsh durante toda la investigación de Operación Masacre. Protegió documentos, siguió pistas, entrevistó testigos; mientras Walsh hablaba con sobrevivientes, ella conversaba con sus madres y esposas. Además de jugarse entera, escribió en dos cuadernos un diario de aquella investigación, desde aquel 20 de diciembre en que Walsh se presentó en la editorial diciendo haber encontrado “al perro mordido por un hombre” hasta la publicación del libro, casi un año más tarde. La vida los llevó por caminos distintos, pero Enriqueta guardó esos cuadernos -y otros papeles de Walsh- como un tesoro. El tesón de Diego Igal por recuperar la historia de la periodista dio con ellos en el momento justo y ahora salieron a la luz en este libro.
Integró la Academia Nacional de Periodismo. Publicó diversos libros como 20 cuentos infantiles (1954), Emaciano en el umbral (1989), Memorias de un peón de ajedrez (1992), La prensa argentina en tiempos de guerra (1827-1852) (2009) y el artículo La Revolución Francesa en revista Historia (1993). Falleció el 18 de noviembre del 2013 en Buenos Aires.
En el 2019 se publicó el libro "Historia de una investigación. Operación masacre de Rodolfo Walsh: una revolución de periodismo (y amor)" del periodista Diego Igal con los manuscritos originales que Muñiz escribió en cuadernos de hojas cuadriculadas entre 1956 y 1957 mientras visitaban a los testigos, familiares de los sobrevivientes y recorrían las localidades de Florida, José León Suárez, Boulogne o Villa Ballester para reconstruir los hechos ocurridos la noche del 9 al 10 de junio de 1956. El periodista Diego Igal conoció a Muñiz en 1993 cuando era estudiante y ella fue a dar una charla a Taller Escuela Agencia (TEA) en la materia periodismo de investigación.

## Premios
2004: Premio Konex: Letras
1994: Premio Konex: Ciencia Ficción
1994: Premio Gente de Letras
1991: Tercer Premio Municipal de Novela
1987: Premio Konex: Literaria
1963: Mención del Círculo de la Prensa
1954: Premio Kraft 1